# Ulrich Nitzschke
Ulrich Nitzschke (ur. 25 lipca 1933 r. w Quedlinburgu, zm. 23 lipca 2013 r. w Chemnitz) – niemiecki bokser, mistrz i wicemistrz Europy, olimpijczyk. W czasie kariery amatorskiej reprezentował Niemiecką Republikę Demokratyczną. W 1958 r. zbiegł do Republiki Federalnej Niemiec i tam walczył jako bokser zawodowy.

## Kariera w boksie amatorskim
Zwyciężył w wadze półciężkiej (do 81 kg) na mistrzostwach Europy w 1953 r. w Warszawie, wygrywając m.in. z Jurijem Jegorowem ze Związku Radzieckiego w półfinale i z Tadeuszem Grzelakiem w finale. Na kolejnych mistrzostwach Europy w 1955 r. w Berlinie Zachodnim zdobył srebrny medal w tej samej wadze po wygranej z Romualdasem Murauskasem z ZSRR w ćwierćfinale i z Ottavio Panunzim z Włoch w półfinale oraz porażce z Erichem Schöppnerem z RFN w finale.

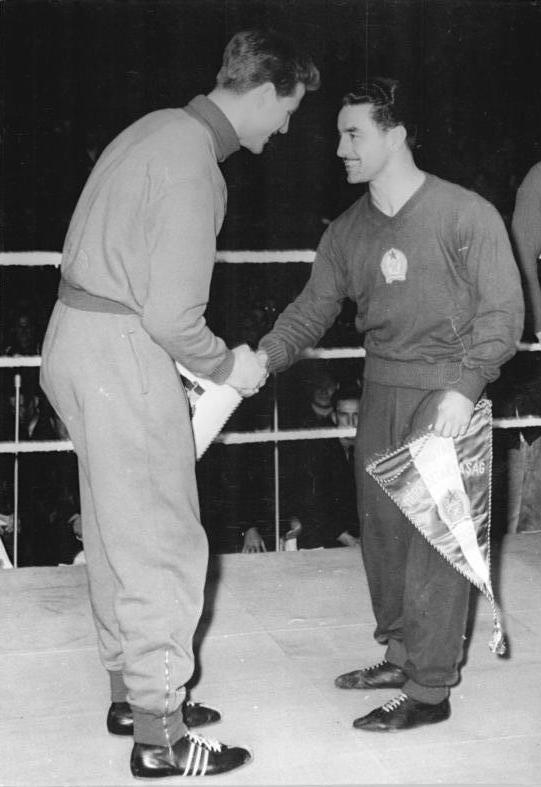
Nitzschke (z lewej) i László Papp jako kapitanowie drużyn przed meczem reprezentacji bokserskich NRD i Węgier w 1955

Wystąpił w wadze ciężkiej (powyżej 81 kg) we wspólnej reprezentacji Niemiec na igrzyskach olimpijskich w 1956 r. w Melbourne, na których przegrał pierwszą walkę w ćwierćfinale z Giacomo Bozzano z Włoch i odpadł z turnieju. Na mistrzostwach Europy w 1957 r. w Pradze również startował w wadze ciężkiej; wygrał jedną walkę, ale w ćwierćfinale uległ późniejszemu mistrzowi Andriejowi Abramowowi z ZSRR.
Był mistrzem NRD w wadze średniej (do 75 kg) w 1951 r., w wadze półciężkiej rok i dwa lata później oraz w wadze ciężkiej w 1955 r.
W 1958 r., podczas kontroli drogowej, wdał się w awanturę z funkcjonariuszami Volkspolizei i został skazany na 4 miesiące pozbawienia wolności. W tym samym roku udało mu się zbiec do Berlina Zachodniego.

## Kariera w boksie zawodowym
Rozpoczął zawodowe uprawianie boksu w 1958 r.. Wygrał pierwsze 13 walk (w tym z Ilkką Koskim z Finlandii, dla którego była to jedyna porażka na ringu zawodowym), ale w kolejnym pojedynku w lutym 1960 r. został znokautowany przez mistrza olimpijskiego z 1956 r. Pete’a Rademachera. Ogółem stoczył 30 walk, z których wygrał 23 (15 przed czasem), przegrał 6 i zremisował 1. Nie walczył o żaden tytuł. Zakończył karierę w 1963 r.
W 1967 r. uległ wypadkowi samochodowemu, po którym pozostał inwalidą.